# Brückenlöwe

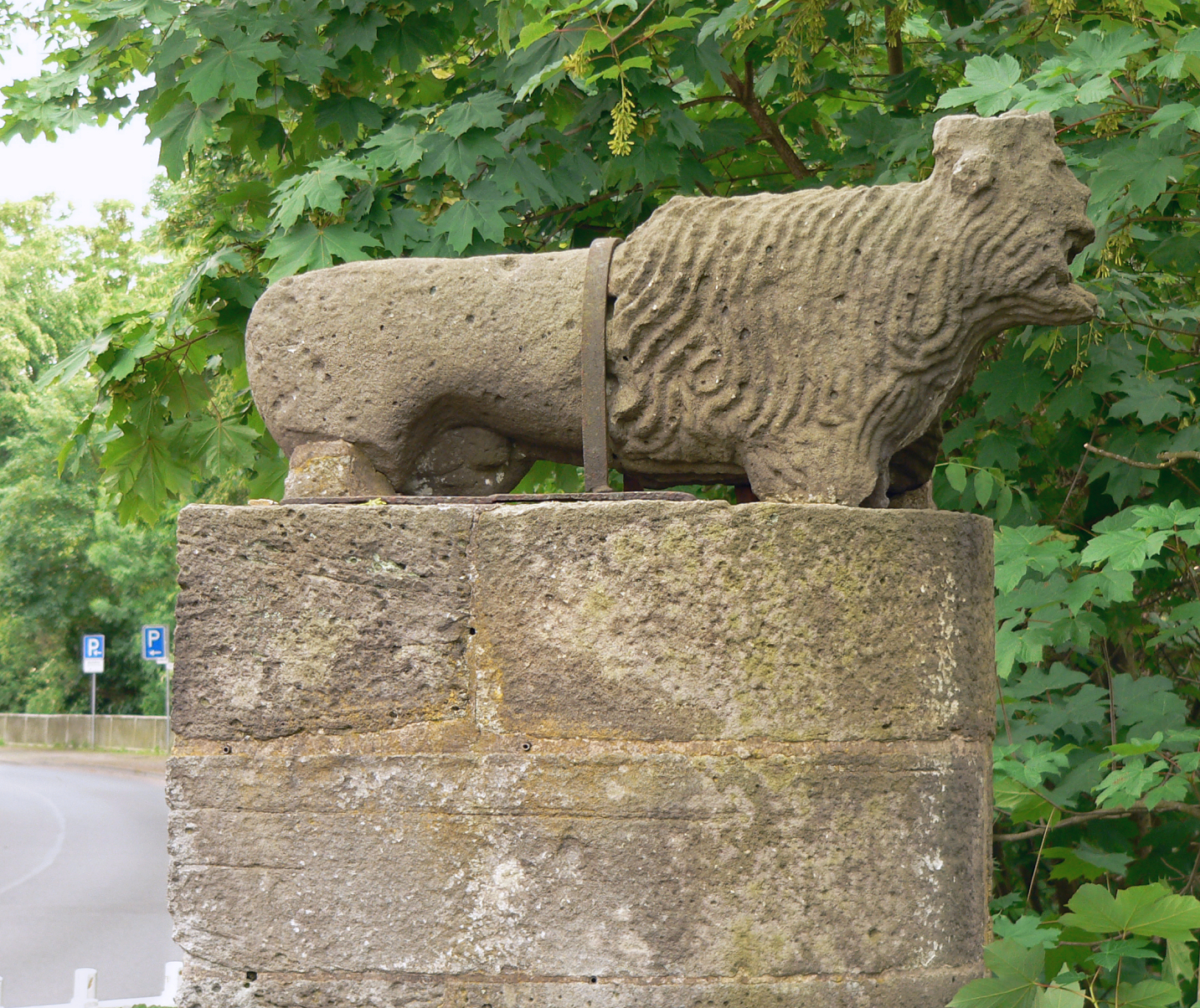
Der Brückenlöwe

Der Brückenlöwe ist eine historische Skulptur, die im öffentlichen Raum in Hann. Münden in Südniedersachsen aufgestellt ist.

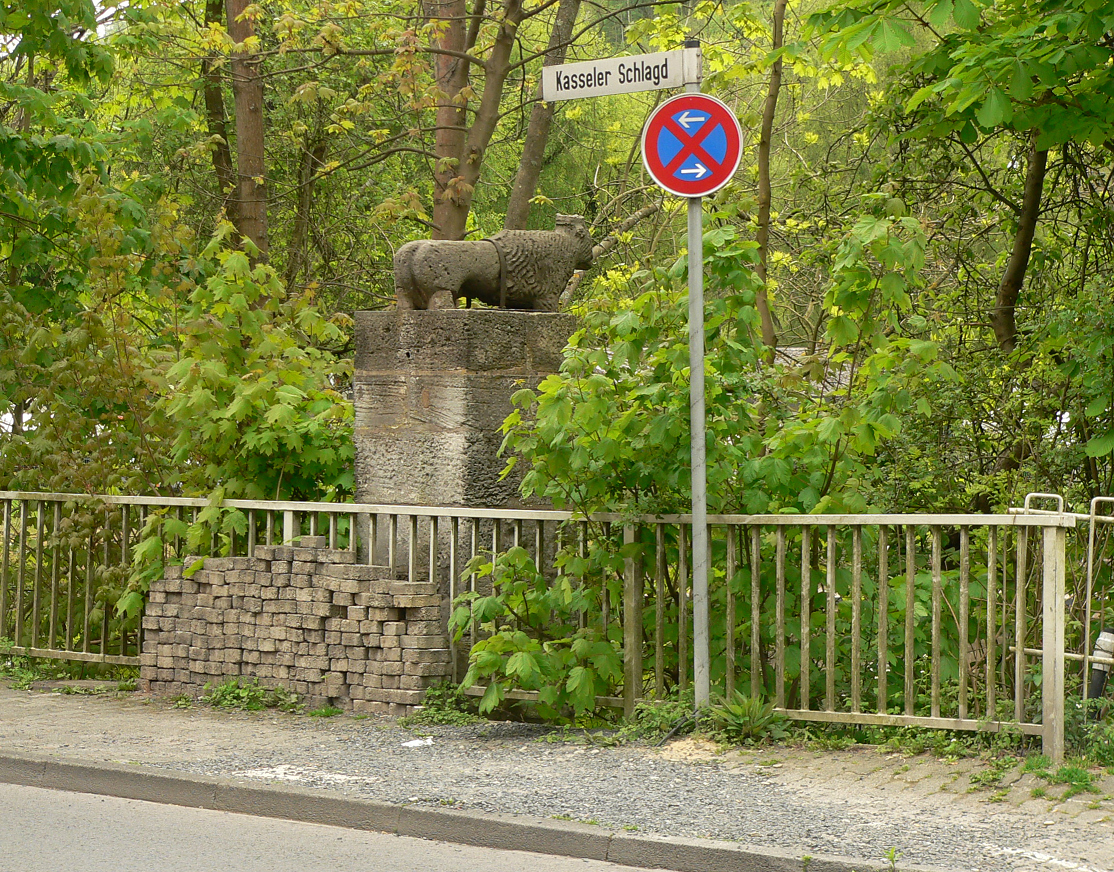
Der Brückenlöwe von der Straße gesehen

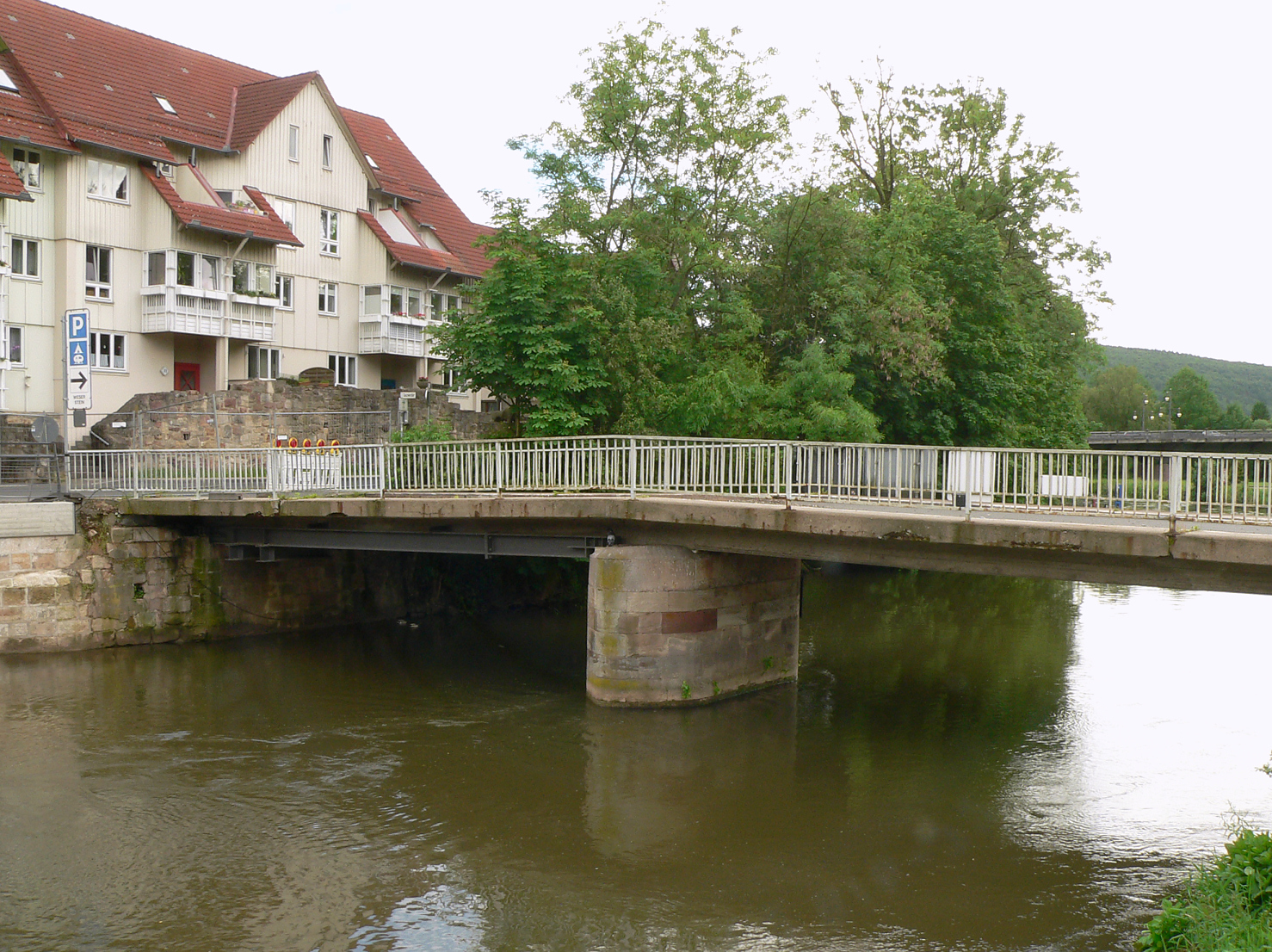
Die alte Löwenbrücke mit dem Standort des Brückenlöwen am Ufer im Bereich der Bäume

## Beschreibung
Die Löwenfigur steht auf einem Steinsockel am Rande der Altstadt von Hann. Münden an der Kasseler Schlagd unmittelbar an einem Flussarm der Fulda. Dies ist eine Stelle nahe der zum Tanzwerder führenden Löwenbrücke, für die die Skulptur namensgebend war. Im Jahr 1870 wurde der Brückenlöwe bei Vandalismus in die Fulda gestoßen, aber wieder geborgen.
Die Skulptur ist aus Sandstein aus der Region gefertigt. Ihr Alter ist nicht bekannt; stilistisch wird sie der Spätromanik oder der Gotik zugerechnet. Zur früheren Funktion und dem Ursprung der Löwenfigur bestehen eine Reihe von Legenden und Erklärungsversuche. Dazu gehört die Theorie eines Wappentiers über dem Toreingang des Welfenschlosses und die vom Heimatforscher Karl Brethauer favorisierte These eines Wasserspeiers an einem Vorgängerbau der St.-Blasius-Kirche. Am wahrscheinlichsten ist, dass die Skulptur von der Alten Werrabrücke stammt. Von dort könnte sie beim Abriss der Brückenaufbauten im Jahr 1776 versetzt worden sein.

## Sage
Der Sage zufolge hatte sich Herzog Erich bei der Jagd im Reinhardswald von seinem Gefolge getrennt und im Wald verirrt. Die Nacht war angebrochen und er geriet immer tiefer in unbekanntes Waldgebiet. Erst betete er zu Gott, dann rief er in seiner Not den Teufel an. Der erschien als Löwe und versprach dem Herzog, ihn auf seinen Rücken durch die Luft ins Welfenschloss zu bringen, wenn er dem Teufel mit Leib und Seele gehören wolle. Der Herzog willigte ein unter der Bedingung, dass er vor ein Uhr nachts ankäme. Als der Löwe mit dem Herzog über der kleinen Fuldabrücke schwebte, schlug die Turmuhr der St.-Blasius-Kirche ein Uhr. Da stürzte der Löwe hinab auf einen Pfeiler der Brücke und wurde in Stein verwandelt, während der Herzog im Schloss ankam. Gemäß einer älteren Version der Sage stürzte der Teufel über der Alten Werrabrücke ab und wurde zum steinernen Löwen auf dem ersten Brückenpfeiler.